# حنكة سعيد (الحد)

تعديل مصدري - تعديل

حنكة سعيد هي إحدى قرى عزلة الحد بمديرية الحد التابعة لمحافظة لحج، بلغ تعداد سكانها 61 نسمة حسب تعداد اليمن لعام 2004.